# Cephalotes jheringi
Espèce

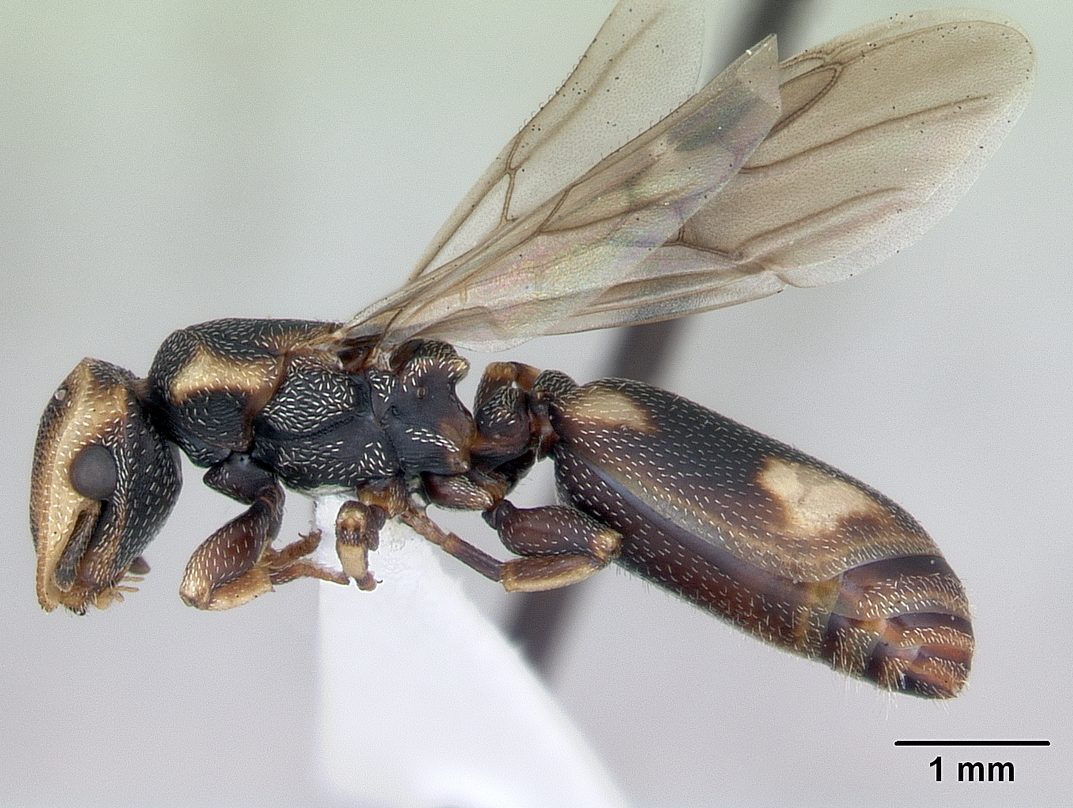
Soldat de Cephalotes jheringi.

Cephalotes jheringi est une espèce de fourmis arboricoles de la sous-famille des Myrmicinae.

## Répartition
Cephalotes jheringi se rencontre du Mato Grosso do Sul (Brésil) jusqu'à Buenos Aires (Argentine).

## Classification
Le nom valide complet (avec auteur) de ce taxon est Cephalotes jheringi (Emery, 1894).
Le protonyme de ce taxon est : Pheidole flavens jheringi Emery
Cephalotes jheringi a pour synonyme :
- Pheidole flavens jheringi Emery